# Pozal de Gallinas
Pozal de Gallinas és un municipi de la província de Valladolid a la comunitat autònoma espanyola de Castella i Lleó.

## Demografia
| 1991 | 1996 | 2001 | 2004 |
| ---- | ---- | ---- | ---- |
| 499  | 503  | 491  | 499  |